# NGC 5389
NGC 5389 is een balkspiraalstelsel in het sterrenbeeld Grote Beer. Het hemelobject werd op 24 april 1789 ontdekt door de Duits-Britse astronoom William Herschel.

## Synoniemen
- UGC 8866
- MCG 10-20-51
- ZWG 295.27
- IRAS 13544+5959
- PGC 49548